# Henri Priol
Pour les articles homonymes, voir Priol.
Henri Priol, né le 22 avril 1881 à Audierne (Finistère) et mort le 5 septembre 1925 en mer Méditerranée à bord de son hydravion, est un marin et aviateur français.